# Cesare Lomaglio
Cesare Lomaglio (Asti, 10 ottobre 1887 – Asti, 3 maggio 1968) è stato un generale italiano, del Regio Esercito durante la seconda guerra mondiale, ricordato per la sua opera durante l'occupazione italiana della Croazia nel 1941/43, al comando della 1ª divisione celere Eugenio di Savoia.

## Biografia
Il conte Cesare Alessandro Giuseppe Maria Lomaglio nacque ad Asti nel 1887, da Giovanni e da Maria Alfassio Grimaldi di Bellino, appartenenti all'alta nobiltà piemontese.
Frequentò l'Accademia militare di Modena nel biennio 1907/09, da dove uscì con il grado di sottotenente dell'arma di cavalleria, l'8 ottobre 1909, e assegnato al Reggimento "Cavalleggeri di Monferrato" (13º). Passò dal 7 luglio 1910 al Reggimento "Cavalleggeri di Lucca" (16º), assegnato al 3º squadrone e partì per la Libia partecipando alla guerra italo-turca, nel 1911/12, ottenendo una medaglia di bronzo nel fatto d'arme delle due palme il 12 marzo 1912.
Da subalterno Lomaglio, rientrato in Italia, partecipò alla prima guerra mondiale nello stato maggiore presso le divisioni 45^ e 53^ ottenendo due altre medaglie di bronzo al valor militare.
Finita la grande guerra ebbe vari incarichi presso gli stati maggiori delle divisioni militari di Bari, Cuneo e Torino e presso il reggimento cavalleggeri Guide nei primi anni venti sino al grado di maggiore. Passò ancora al reggimento Cavalleggeri di Alessandria, assumendo il comando del II° gruppo squadroni.
Il 3 marzo 1924, a Torino, sposò la nobile bergamasca Vittoria Maria Luigia Mapelli Mozzo (nata a Redona il 20 agosto 1892) dalla quale non ebbe figli.
Promosso tenente colonnello il 1º maggio 1927 permase presso il comando dello stesso reggimento sino al dicembre 1928, quando fu nominato, dal 1º gennaio 1929, aiutante di campo del Re, per quattro anni, sino al 31 dicembre 1932. Rientrò allo stato maggiore ed ebbe incarichi di comando al corpo di Torino, al Reggimento "Piemonte Cavalleria" (2º) ad Udine e il comando del reggimento Lancieri di Novara a Verona (dal 1º ottobre 1935 al 31 dicembre 1937).
Dal 1º gennaio 1937, Lomaglio fu promosso colonnello e ottenne il comando delle scuola centrale truppe celeri a Civitavecchia (dal 21 gennaio al 1º settembre 1938) per poi divenire il capo di stato maggiore delle isole italiane dell'Egeo, collaborando direttamente col governatore del possedimento, il generale Cesare Maria de Vecchi, conte di Val Cismon (dal 2 settembre 1938 al 5 agosto 1940).
Allo scoppio della seconda guerra mondiale, nel giugno 1940, Lomaglio, conseguita la promozione a generale di brigata (anzianità 1º gennaio, notificata il 31 maggio), dopo breve periodo a disposizione del capo di stato maggiore dell'esercito in Roma (1º settembre - 19 novembre). Dal 20 novembre ottenne il comando della 1ª divisione celere Eugenio di Savoia, prima interinale, poi, dal 22 aprile 1941, facente funzioni, infine da titolare, partecipando, dall'aprile 1941, all'invasione e all'occupazione della Croazia.
Il generale Lomaglio era il comandante in Croazia della 1ª divisione celere Eugenio di Savoia composta dai Cavalleggeri di Alessandria, Saluzzo, dallo squadrone carri L San Giusto, di una sezione di artiglieria ippotrainata del 23° art. div. Re ed un battaglione Camicie Nere. I cavalleggeri di Alessandria, comandati dal colonnello Antonio Ajmone Cat furono i protagonisti della storica carica di Poloj (la sera del 17 ottobre 1942), compiuta per rompere l'accerchiamento della resistenza jugoslava e ritirarsi verso Perjasica. Tra i numerosi feriti nel combattimento, vi fu il vicecomandante della divisione, generale di brigata di cavalleria Mario Mazza (pari corso in accademia di Lomaglio ed effettivo dal 1º aprile 1942); Mazza riportò lesioni talmente gravi, il 17 ottobre 1942 a Poloj, che all'atto dell'armistizio era ancora in convalescenza presso la casa militare balneo termale di Acqui Terme. Venne catturato dai tedeschi ed internato a Shokken (Polonia) sino al 6 ottobre 1945.
Il 1º gennaio 1943 Lomaglio fu promosso generale di divisione divenendo comandante titolare della divisione.
All'atto dell'armistizio, la sera dell'8 settembre, si trovava a Sussak con la sua Unità celere e non ebbe disposizioni chiare per opporsi ai tedeschi. Rimasto bloccato a Fiume per alcuni giorni, il 22, d'accordo con le autorità tedesche, poté imbarcarsi per Trieste e rientrare nella sua residenza a Rinco Monferrato, presso Asti, dove attese la fine della guerra.
Il suo comportamento in occasione dell'armistizio non fu censurato e conservò il grado. Dal 22 settembre 1945 riprese servizio presso il comando territoriale di Torino, dove presiedette la commissione d'inchiesta sui fondi dispersi della 4ª armata nei giorni dell'8 settembre. il 2 giugno 1947 venne collocato nella riserva.
Promosso generale di corpo d'armata, divenne aiutante generale onorario di Umberto II in esilio.
Su proposta della Presidenza del Consiglio dei Ministri, il 2 giugno 1956, gli fu conferita l'onorificenza di Grande Ufficiale dell'Ordine al merito della Repubblica italiana.
Il Generale Cesare Lomaglio non avendo discendenza, adottò un suo parente stretto lasciandogli la sua fortuna, il colonnello di cavalleria (poi generale) Ildebrando Giovanni Alfassio Grimaldi conte di Bellino (Chieri, 20 febbraio 1914 – Trieste, 16 febbraio 2003).
In occasione delle celebrazioni per il centenario della conclusione della prima guerra mondiale, nel 2018, l’Archivio di Stato di Torino ha presentato copiosa documentazione sulla battaglia di Vittorio Veneto raccolta dal generale Cesare Lomaglio (allora capitano di stato maggiore) ed ora conservata nell'archivio.